# Beatrice Kessler
Beatrice Kessler (* 19. September 1949 in Zürich) ist eine Schweizer Schauspielerin.

## Leben
Nach der mittleren Reife erhielt sie ihre künstlerische Ausbildung an der Schauspielschule Zürich. In Neuwied an der dortigen Landesbühne Rheinland-Pfalz und am Städtebundtheater Hof (Bayern) hatte sie von 1970 bis 1974 ihre ersten Bühnenauftritte. Sie verkörperte Lavinia in Eugene O’Neills Trauer muss Elektra tragen, Eboli in Don Carlos, Ariel in Der Sturm und Judith in George Bernhard Shaws Der Teufelsschüler.
Seit 1975 arbeitete sie hauptsächlich für den Film und das Fernsehen. Kessler wurde vor allem durch schweizerische Produktionen wie Die Schweizermacher bekannt, wo sie eine jugoslawische Tänzerin darstellte, die in der Schweiz aufgewachsen ist. In Der Westen leuchtet! (1982) wird sie als Gegenspielerin von Armin Mueller-Stahl in den innerdeutschen Konflikt verwickelt. 1985 spielte sie an der Seite von Robert Atzorn eine Hauptrolle in dem Fernseh-Sechsteiler Glücklich geschieden. Später erhielt Beatrice Kessler in mehreren Serien Dauerrollen wie als Dr. Marion Fabian in Schlosshotel Orth. Daneben trat sie in Episoden bekannter Krimireihen wie Tatort und Detektivbüro Roth auf.

## Filmografie
- 1973: Libero
- 1975: Die Magd
- 1975: Eine ganz gewöhnliche Geschichte (Serie)
- 1976: Ein Mädchen aus zweiter Hand
- 1977: Tatort – Drei Schlingen
- 1978: Die Schweizermacher
- 1978: Ursula (TV)
- 1979: Brot und Steine
- 1979: Der letzte Blick des Adlers (Le dernier regard de l'aigle)
- 1980: Tatort – Tote reisen nicht umsonst
- 1980: Daniel
- 1981: Tatort – Grenzgänger
- 1982: Der Westen leuchtet!
- 1983: Liebe läßt alle Blumen blühen
- 1983: Die schwarze Spinne
- 1984: Rummelplatzgeschichten (Serie)
- 1985: Glücklich geschieden... (Serie)
- 1985: Verworrene Bilanzen
- 1986: Kennwort Möwe
- 1986: Die Stunde des Léon Bisquet
- 1987: Waldhaus (Serie)
- 1987–1989: Der Landarzt (Serie)
- 1988: Die Schwarzwaldklinik (Serie)
- 1989: Der wilde Mann
- 1989: Mrs. Harris fährt nach Monte Carlo
- 1990: SOKO München – Ohne Gesicht
- 1990: Abenteuer Airport (Serie)
- 1990: Kommissar Navarro (Navarro, Fernsehserie, 1 Folge)
- 1991: Der 13. Tag
- 1992–1994: Unsere Hagenbecks (Serie)
- 1994: Ein Fall für zwei – Heißes Geld
- 1994: Alles Glück dieser Erde (Serie)
- 1996: Mona M. – Mit den Waffen einer Frau – Todesfalle
- 1996: Dr. Stefan Frank – Dr. Frank und das große Unglück
- 1996: Für alle Fälle Stefanie – Kleine Geheimnisse
- 1996–1999: Schlosshotel Orth (Serie)
- 2000: Im Namen des Gesetzes – Herzraub
- 2002: Ernstfall in Havanna
- 2004: Agents Secrets – Im Fadenkreuz des Todes (Agents secrets)
- 2005: Snow White
- 2006: Flanke ins All
- 2006: Inga Lindström: Die Frau am Leuchtturm
- 2010: Sonntagsvierer